# Filip Starzyński
Filip Starzyński (nascut 27 maig 1991 a Szczecin) és un futbolista internacional polonès que juga com a migcampista atacant pel Zagłębie Lubin com a cedit del Lokeren.

## Carrera

### Gols com a internacional
| Núm. | Data         | Lloc                              | Oponent   | Gol | Resultat | Competició |
| ---- | ------------ | --------------------------------- | --------- | --- | -------- | ---------- |
| 1.   | 26 març 2016 | Stadion Miejski, Wrocław, Polònia | Finlàndia | 3–0 | 5–0      | Amistós    |